# Ruchy głosów w połączeniach harmonicznych
Ruchy głosów w połączeniach harmonicznych to w harmonii oraz kontrapunkcie sposób prowadzenia głosów, odnoszący się do ich wzajemnej relacji w ruchu. Określa się go w stosunku do dwóch wybranych głosów, rzadziej – grup głosów. Dlatego też w harmonii pomiędzy dwoma akordami może występować kilka rodzajów ruchów w zależności od tego, względem których głosów rozpatruje się dane połączenie. Niektóre ruchy są niezalecane lub niedozwolone, a ich stosowanie jest uważane za błąd.

## Rodzaje ruchów
| Rodzaj połączenia | Przykład |
| --- | -------- |
| Ruch boczny – jeden głos pozostaje bez zmian, a drugi porusza się w dowolnym kierunku. |          |
| Ruch prosty – głosy poruszają się względem siebie w tym samym kierunku, lecz w różnych interwałach. |          |
| Ruch prosty równoległy (zwany też ruchem równoległym lub paralelnym) – głosy poruszają się w tym samym kierunku i tymi samymi interwałami. W harmonii klasycznej zakazany jest ruch prosty równoległy prowadzony w: - prymach czystych, - kwintach czystych, - oktawach czystych. Zakaz ten, sformułowany po raz pierwszy ok. 1300 roku w kręgu szkoły Notre Dame w Paryżu, podlegał na przestrzeni kolejnych wieków interpretacjom i okazjonalnym wyjątkom (tzw. kadencyjne kwinty Bachowskie, kwinty Mozartowskie). |          |
| Ruch przeciwrównoległy (zwany też ruchem antyparalelnym) – dwa głosy posuwają się w przeciwnych kierunkach, lecz w interwałach dających w sumie oktawę czystą. W harmonii klasycznej zakazany jest ruchu przeciwrównoległy w: - prymach (lub oktawach) przeciwrównoległych – jeden głos pozostaje bez zmian, drugi przesuwa się o oktawę - kwartach (lub kwintach) przeciwrównoległych – jeden głos przesuwa się o kwartę, a drugi o kwintę.                                                                          |          |
| Ruch przeciwny zbieżny – głos górny opada, a dolny wznosi się. |          |
| Ruch przeciwny rozbieżny – głos górny wznosi się, a dolny opada. |          |